# 马其顿抗争博物馆

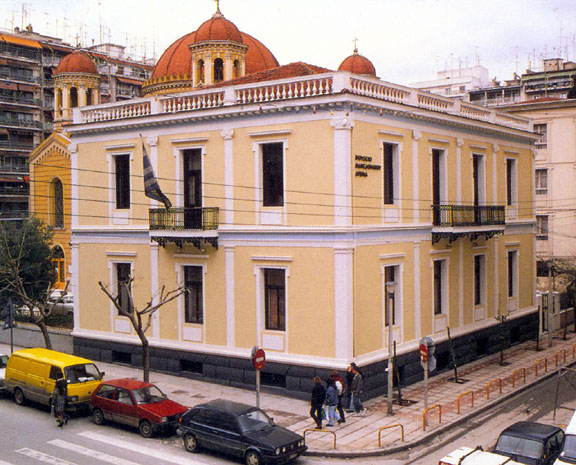

马其顿抗争博物馆（英语：Museum for the Macedonian Struggle）位于希腊中马其顿塞萨洛尼基市中心东南部圣额我略·帕拉马斯教堂旁的一座宏伟的新古典主义建筑内。
该建筑为希腊东正教会的财产，曾为希腊驻土耳其的一个总领事馆。1890年大火后，于1893年重建，由著名的建筑师恩斯特·齐勒设计。该博物馆展示出马其顿 (希腊)的近现代历史，展现出该地区社会，经济，政治和军事的发展。而希腊领事馆在当时马其顿抗争中起到特殊重要的作用。希腊在巴尔干战争中获胜后，马其顿地区与希腊合并。由于领事服务已不再需要，该建筑先后改为银行和小学。1978年塞萨洛尼基地震后，学校迁出，建筑修复后，于1982年开设博物馆，希腊总统康斯坦蒂诺斯·卡拉曼利斯为其揭幕。

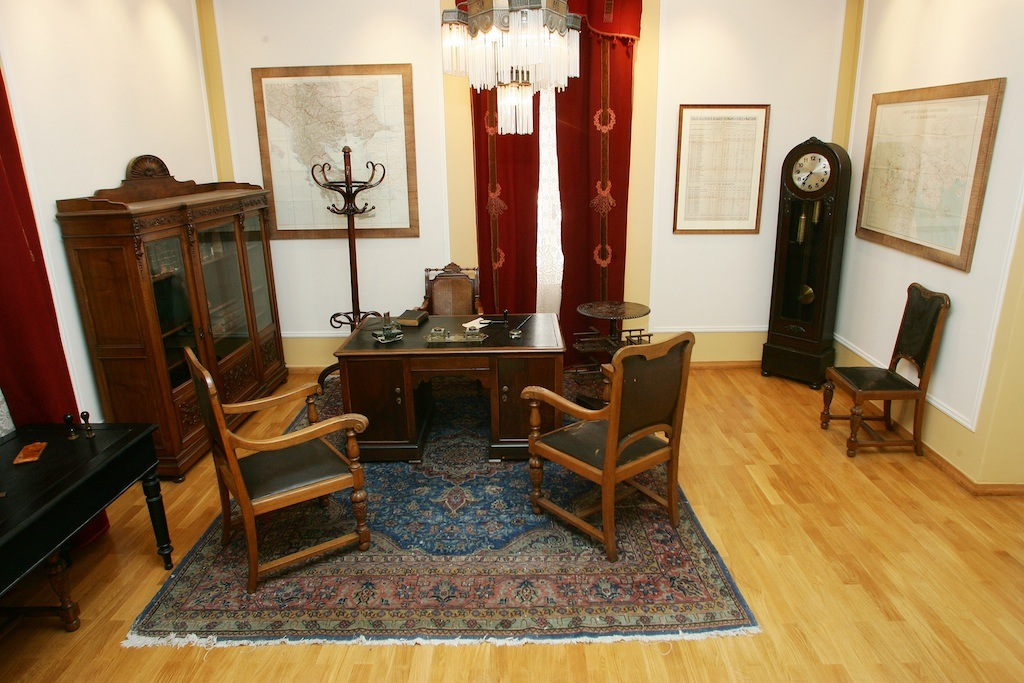
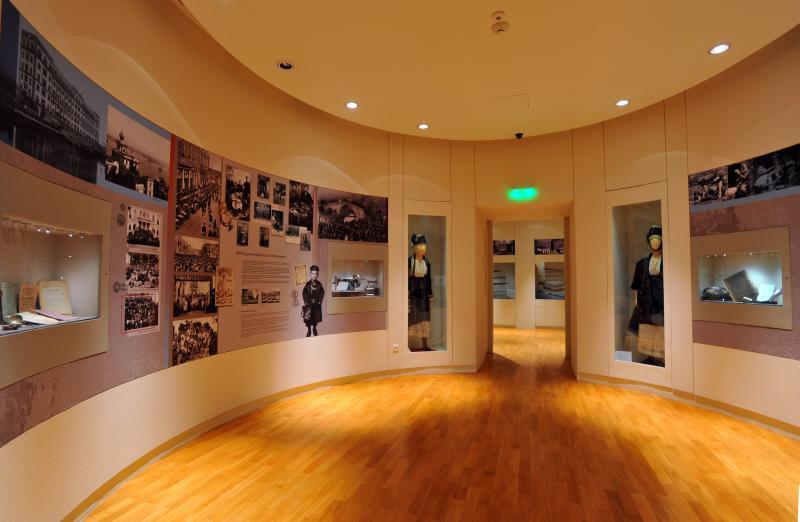
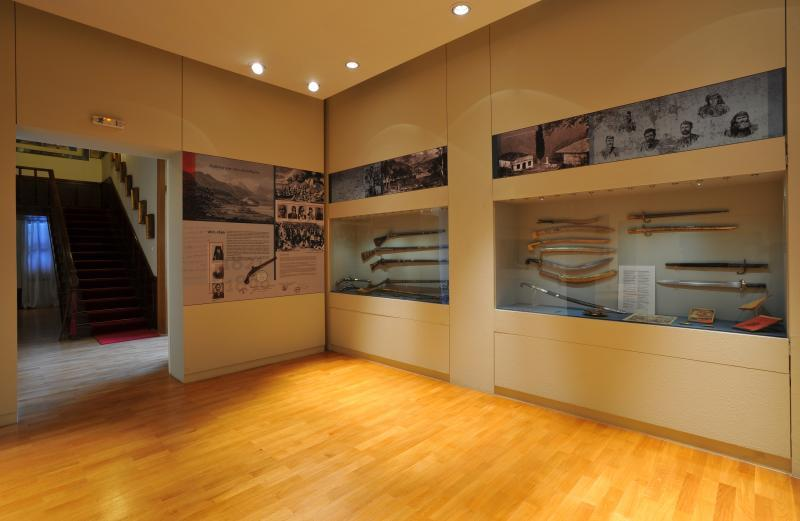
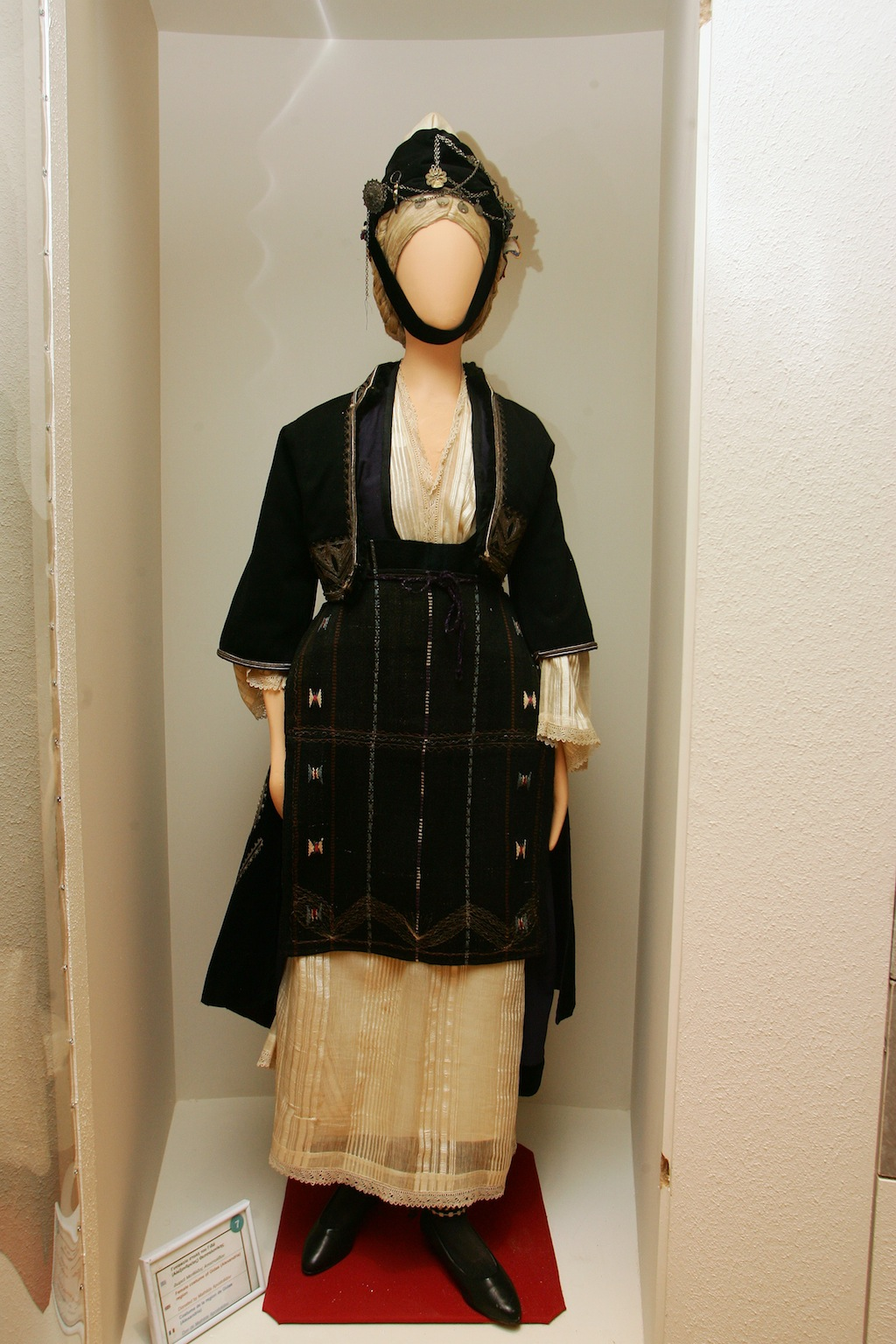
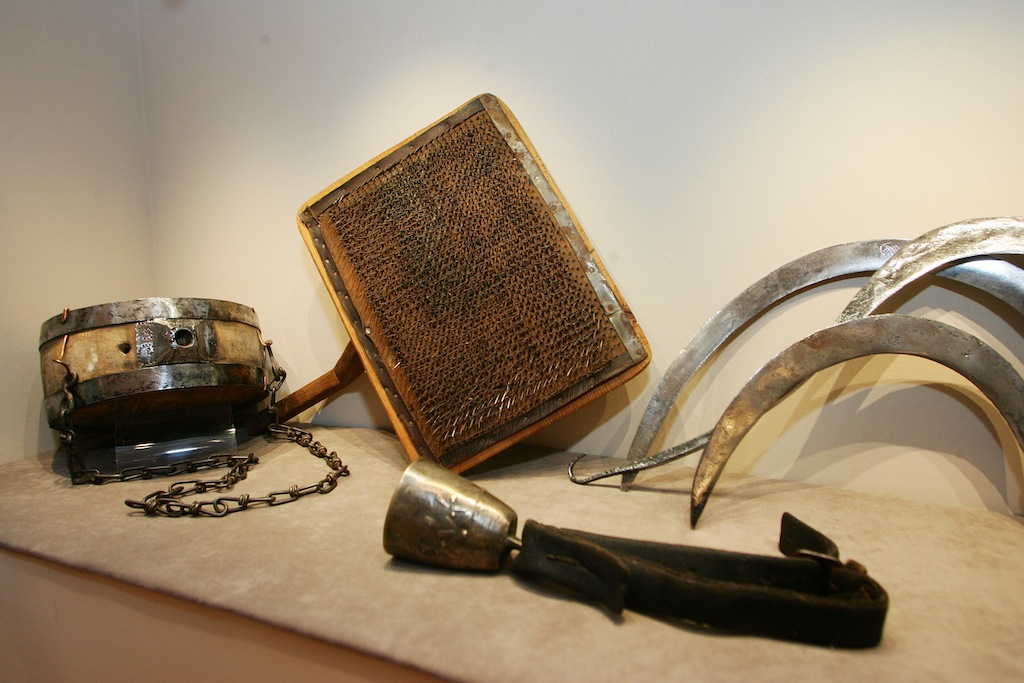
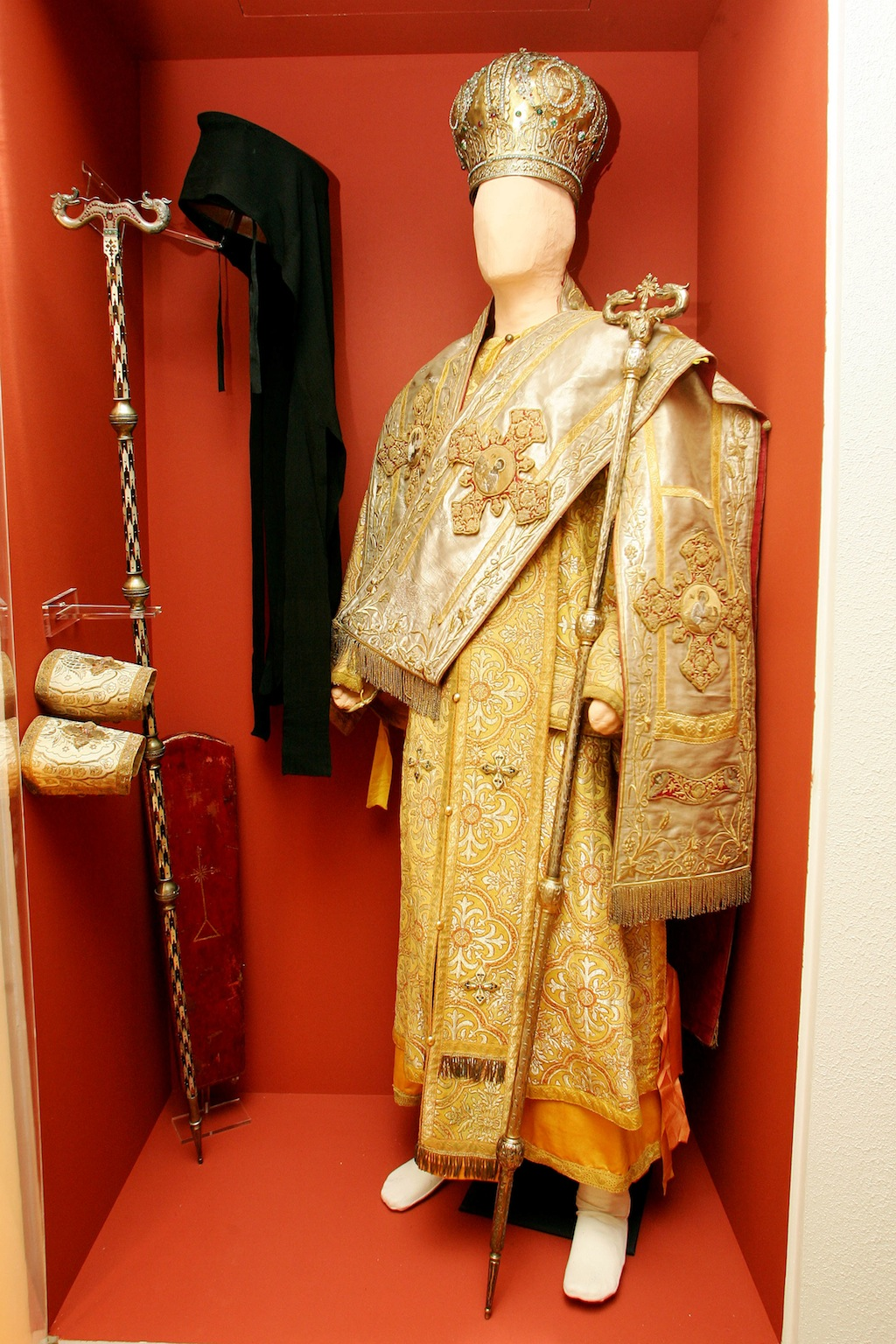
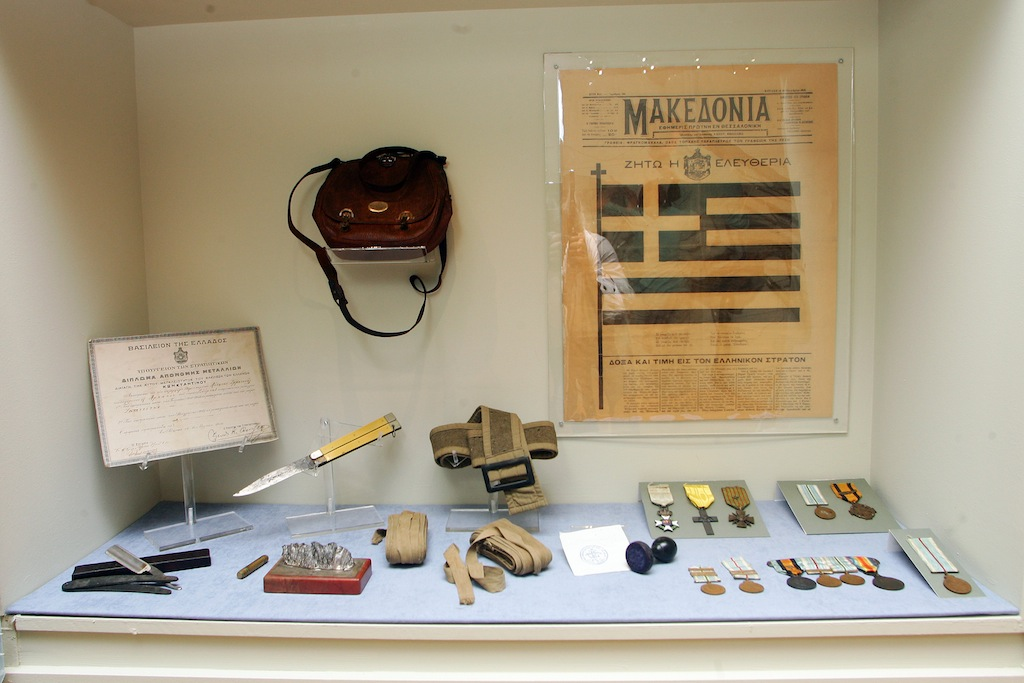
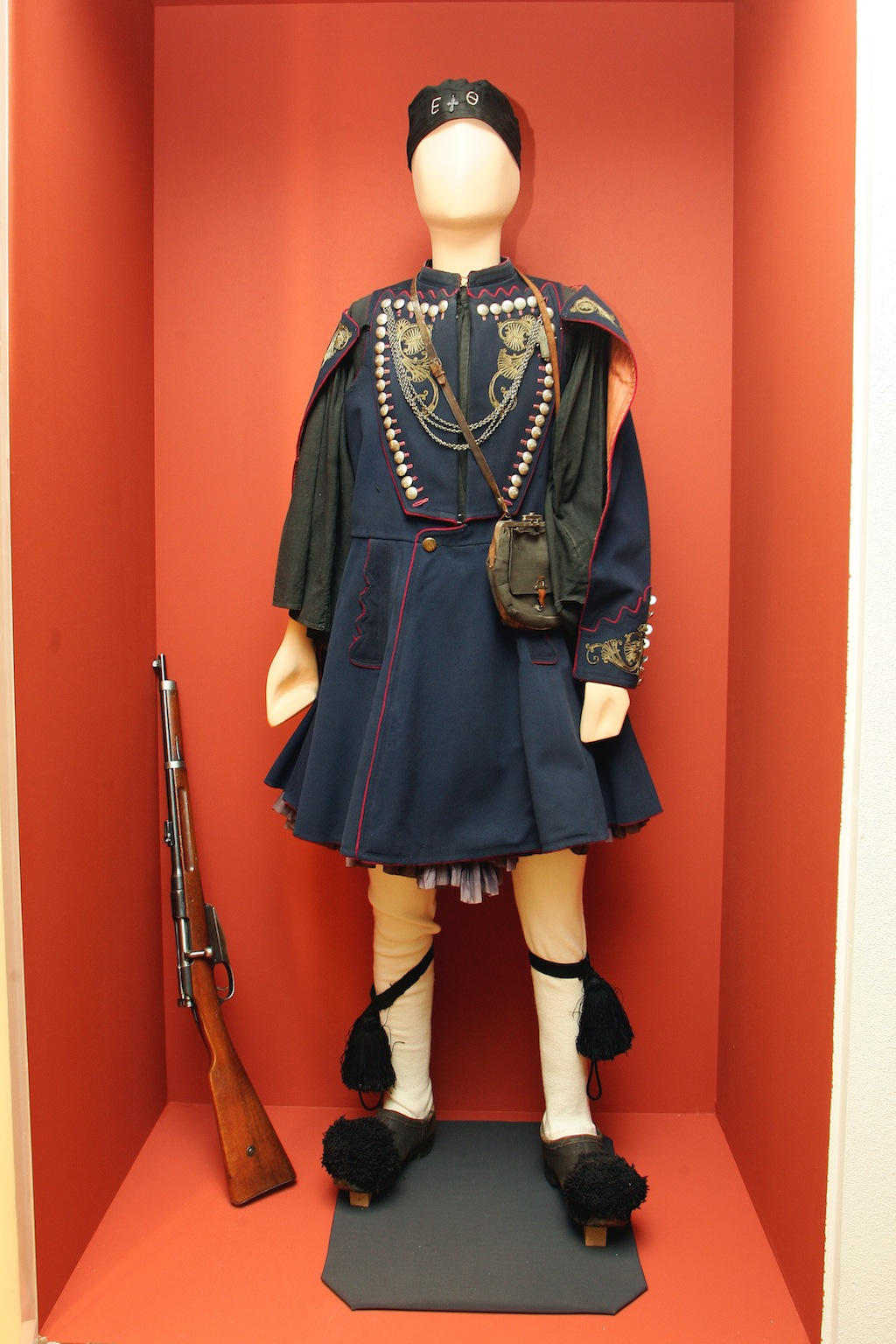

40°37′51″N 22°56′37.5″E / 40.63083°N 22.943750°E